# Eugène Lambert (architecte)
Pour les articles homonymes, voir Lambert.
Eugène Nicolas Lambert, est un architecte français, né à Chaumont le 12 juin 1819 et mort à Paris (9e arrondissement) le 10 juillet 1875.

## Biographie
Eugène Nicolas Lambert est né à Chaumont dans le département de la Haute-Marne, le 12 juin 1819.
Il est le collaborateur de Félix Duban, comme inspecteur sur le chantier du Louvre et attaché à la commission des monuments historiques, chargé de l'Ouest de la France. Le 6 janvier 1853, il est désigné par cette même commission pour la restauration du château de Chenonceau. Les travaux portent principalement sur la voûte ogivale du pont et des deux grands encorbellements après le pont-levis, la restitution de têtes de cheminées, la réfection d'une grande lucarne et le rétablissement d'un campanile de la chapelle. Prosper Mérimée proposera d'allouer la somme de 28 000 francs pour cette réalisation.
En 1854, il restaure la basilique Notre-Dame d'Hennebont d'après les directives de Jean-Baptiste Lassus.
Lors de la création du diocèse de Laval, Lambert, soutenu par Eugène Viollet-le-Duc, Prosper Mérimée et Léon Vaudoyer, pose sa candidature au poste d'architecte diocésain. Il est nommé le 30 octobre 1855.
Il épouse Marie Louise Émilie Sainet à Paris dans le 2e arrondissement ancien, le 12 juillet 1856. Marie Sainet est originaire de La Nouvelle-Orléans de l'État de Louisiane, aux États-Unis.
Eugène Lambert fait construire et décorer la salle de concerts de la maison de Philippe Herz au no 4 rue Clary à Paris, à ne pas confondre avec celle de son oncle, le pianiste et compositeur Henri Herz. Cette nouvelle salle parisienne est inaugurée le 21 décembre 1872.
Il meurt à son domicile parisien au no 4 rue de Clichy dans le 9e arrondissement, le 10 juillet 1875.

## Principales réalisations

### Laval
- Évêché de Laval (1856-1861), bâtiment faisant actuellement partie du Lycée Ambroise Paré de Laval.